# 秦俊子
秦 俊子（はた としこ、1985年7月15日 - ）は、日本の立体アニメーション作家、イラストレーター、アングル合同会社代表。福岡県出身。東京藝術大学美術学部工芸科染織専攻卒業（2009年）、同大学院映像研究科アニメーション専攻修了（2011年）。ストップモーション・アニメをおもに手掛けており、NHKの「みんなのうた」「おかあさんといっしょ」やCMの制作に携わっているほか、自主制作アニメも発表しており、『パカリアン』は2018年に「ディスカバー・フィルム賞」（ロンドン）のベスト・アニメーション賞を受賞した。

## 主な作品
- パカリアン（2017年）[1][2]

### みんなのうた
- やくしまるえつこ「ヤミヤミ」（2012年8月 - 9月放送）[1][5]
- Asu「とりあえず、タマで。」（2015年8月 - 9月放送）[6]
- OAU「世界の地図」（2020年6月 - 7月放送）[7]

## 主な受賞歴
- 2018年「ディスカバー・フィルム賞」ベストアニメーション賞[1][2]

## 参考資料
- 秦, 俊子. “プロフィール”. Toshiko Hata's Blog. 2021年6月9日閲覧。
- “About”. ANGLE.   アングル. 2021年6月9日閲覧。
- “ヤミヤミ”, “とりあえず、タマで。”, “世界の地図”. みんなのうた. NHK. 2021年6月9日閲覧。
- 小川, 陽平 (2018年6月12日). “日本を代表する造形・映像作家が語る「アーリーマン」のスゴさと魅力 — 映画「アーリーマン 〜ダグと仲間のキックオフ！〜」公開記念座談会”. WebNewtype.  KADOKAWA. 2021年6月9日閲覧。
- “齊藤工：企画＆プロデュースのクレーアニメ「オイラはビル群」配信　原案は片岡礼子”. MANTANWEB.  MANTAN (2020年12月15日). 2021年6月9日閲覧。